# Norio Tsuruta
Pour les articles homonymes, voir Tsuruta (homonymie).
Norio Tsuruta (鶴田 法男, Tsuruta Norio) est un réalisateur et scénariste japonais, né le 30 décembre 1960 à Tokyo.

## Filmographie sélective
- 1991 : Histoires vraies (ほんとにあった怖い話, honto ni atta kowai hanashi?)[1]
- 1996 : Beautés ensorcelées (悪霊怪談 呪われた美女たち, Akuryō kaidan norowareta bijo tachi?)[2]
- 1996 : Borei gakkyu (亡霊学級?)
- 2000 : Ring 0 : Le Commencement (リング0 バースデイ, Ringu Zero: Bāsudei?)
- 2001 : Les Épouvantails (案山子, Kakashi?)[3]
- 2004 : Prémonition (予言, Yogen?)
- 2008 : Orochi (おろち, Orochi?)[4]